# راشیکا دوگال
راشیکا دوگال یک بازیگر هندی است که به خاطر نقش‌هایش در چندین فیلم بالیوود شناخته شده‌است. جدای از این، او در فیلم درام هندی-آلمانی، قصه و چندین فیلم دیگر هندی ایفای نقش کرده‌است.

## زندگی‌نامه
راشیکا داگال در منطقه خانه کریکت در منطقه جمش پور، جارکند متولد شد. وی مدرک لیسانس علوم ریاضیات را در سال ۲۰۰۴ از کالج لیدی شری رام برای زنان، دهلی دریافت کرد. پس از آن، دوگال برای دریافت مدرک تحصیلی کارشناسی ارشد در "رسانه‌های ارتباطات اجتماعی" و FTII به دلیل دریافت مدرک تحصیلات تکمیلی در " بازیگری "، سوفیا پلی تکنیک را شرکت کرد. در سال ۲۰۱۰، راشیکا داگال با بازیگر هندی با ماکول چادا ازدواج کرد.
Rasika Dugal از سال ۲۰۰۷ شروع به بازی در فیلم‌های بالیوود کرد. او در انور در نقش شخصیت ظاهر شد. او اولین بار در سال ۲۰۰۸ در بالیوود در فیلم تاهان ساخته شد. او در سریال‌های معروف وب توسط TVF دائم Roommates فصل ۲ قسمت ۴ «شام» یک سریال معروف را اجرا کرد. او همچنین در یکی دیگر از سریال‌های وب TVF Humorously Yours (2017) به عنوان بازیگر نقش اصلی ظاهر شده‌است.
او در فیلم Tu Hai Mera یکشنبه در سال ۲۰۱۷ اکران شد و اکنون در Netflix در دسترس بازیگران بارون سبتی، ویشال مالوترا، Shahana Goswami , Nakul Bhalla , Avinash Tiwary , Jay Upadhyay بود.
او به دلیل بازی در فیلم حمید در جشنواره بین‌المللی فیلم راجستان جایزه بهترین بازیگر زن را از آن خود کرد.
او در میرزاپور، یک سریال تلویزیونی تحت وب در آمازون نخست ویدئو به عنوان Beena Tripathi، همسر دوم کالین بیهیا و نامادری موننا بازی می‌کند.
او نقش Nutan Yadav، یک دختر سیاستمدار جاه طلب را که می‌خواهد آرزوهای دخترش را فدای شخصیت سیاسی خود کند، در سریال وب Zoya اختر Made in Heaven که در ۸ مارس ۲۰۱۹ در آمازون پرایم منتشر شد، می‌نویسد.
او نقش افسر جوان IPS به نام نیتی در سینق جنایت دهلی (مجموعه تلویزیونی) را که در ۲۱ مارس ۲۰۱۹ در شبکه نتفلیکس منتشر شد، به تصویر می‌کشد. آخرین فیلم لوت فیلم او در ۳۱ ژوئیه ۲۰۲۰ اکران شد.

### فیلم‌های
| سال      | عنوان             | نقش                 | یادداشت                                            | منبع   |
| -------- | ----------------- | ------------------- | -------------------------------------------------- | ------ |
| ۲۰۰۷     | انوار             | Deepti              | نقش شخصیت                                          | [ ۳ ]  |
| ۲۰۰۷     | سیگار کشیدن ممنوع | نقش شخصیت           |                                                    |        |
| ۲۰۰۸     | ربودن             | نها                 |                                                    | [ ۵ ]  |
| ۲۰۰۸     | طاها              | نادیرا              |                                                    | [ ۶ ]  |
| ۲۰۰۹     | آگیات             | سمیرا               |                                                    |        |
| ۲۰۱۰     | ممنون ماا         | نقش شخصیت           |                                                    | [ ۷ ]  |
| ۲۰۱۱     | کشی               | چایا                |                                                    | [ ۸ ]  |
| ۲۰۱۳     | آورانگزب          | تریشلا فوگات (چوتی) |                                                    |        |
| ۲۰۱۵     | قصه               | نلی                 |                                                    | [ ۹ ]  |
| ۲۰۱۶     | کمتی پادام        | جوحی                | فیلم مالایایی                                      |        |
| ۲۰۱۸     | مانتو             | صفیه                |                                                    |        |
| ۲۰۱۷     | تو یکه مرا یکشنبه | تسنیم               | فیلم هندی                                          |        |
| ۲۰۱۸     | یک بار دیگر       | ساپنا               |                                                    |        |
| ۲۰۱۸     | حمید              | ایشرات              | برنده جایزه بهترین بازیگر زن در RIFF شد            |        |
| سال ۲۰۲۰ | غارت چمدان        | لاتا                | به دلیل همه گیر شدن کروناویروس در Hotstar منتشر شد | [ ۱۰ ] |
| سال ۲۰۲۰ | داربان            |                     | به دلیل همه گیر شدن کروناویروس به تعویق افتاد      |        |

### تلویزیون
| عنوان                  | از جانب  | به   | نقش                         |
| ---------------------- | -------- | ---- | --------------------------- |
| Upanishad Ganga        | ۲۰۰۸     | ۲۰۰۹ | ناتی و ایرواتی              |
| پودر                   | ۲۰۰۹     | ۲۰۱۰ | راتی                        |
| Rishta.com             | ۲۰۰۹     |      |                             |
| کسمات                  | ۲۰۱۰     | ۲۰۱۱ | لوبنا                       |
| خاطرات داریبا          | ۲۰۱۵     | حاضر | زینت                        |
| دلوکل با ددوت پاتانایک | ۲۰۱۶     | حاضر | Rasika Dugal (نمایش میزبان) |
| POW- Bandi Yuddh Ke    | ۲۰۱۶     | ۲۰۱۷ | خانم Shobha Vikram Singh    |
| پسر مناسب              | سال ۲۰۲۰ |      | سریال تلویزیونی BBC One TV. |

### سری وب
| عنوان                 | از جانب | به   | نقش               | نظرات                  |
| --------------------- | ------- | ---- | ----------------- | ---------------------- |
| افراد دائمی           | ۲۰۱۶    | ۲۰۱۶ | کامو              | فصل ۲ قسمت ۴           |
| با طنز شما            | ۲۰۱۶    | ۲۰۱۹ | خانم کاویا وفادار | فصل ۱ و ۲ - همه قسمت‌ها |
| کیف مدرسه             | ۲۰۱۶    | -    | امی               | فیلم کوتاه             |
| صاحب، بیو و بیلی      | ۲۰۱۷    | ۲۰۱۷ | خانم کاویا وفادار | طرح                    |
| یک نوع ترشی با ادویه  | ۲۰۱۷    | -    | -                 | فیلم کوتاه             |
| میرزاپور (آمازون)     | ۲۰۱۸    | ۲۰۱۸ | Beena Tripathi    | منظم                   |
| ساخته شده در بهشت     | ۲۰۱۹    | ۲۰۱۹ | ناتان یداو        | قسمت ۸–۹               |
| جنایت دهلی (نتفلیکس)  | ۲۰۱۹    | ۲۰۱۹ | نیتی سینگ         | منظم                   |
| خارج از عشق (Hotstar) | ۲۰۱۹    | ۲۰۱۹ | دکتر میرا کاپور   | نقش سرب                |